# Gaspar de Portolà
Gaspar de Portolà y Rovira (ur. 1 stycznia 1716, zm. 10 października 1786) – hiszpański oficer i administrator kolonialny, pierwszy gubernator Kalifornii w latach 1767–1770. Pochodził z katalońskiej rodziny szlacheckiej. Zasłynął jako dowódca wyprawy Portolá do Kalifornii, założyciel miast San Diego i Monterey, a także jako osoba, która nadała nazwy wielu obiektom geograficznym w regionie, z których wiele jest używanych do dziś.

## Kariera wojskowa i administracyjna
Gaspar de Portolà rozpoczął karierę wojskową w wieku 17 lat – 31 lipca 1734 roku mianowany został chorążym. 23 kwietnia 1742 roku awansował do stopnia podporucznika, a już rok później, 26 kwietnia 1743 roku – do stopnia porucznika. 31 lipca 1764 roku osiągnął rangę kapitana.
W 1768 roku został wyznaczony do nadzorowania usunięcia jezuitów z hiszpańskich misji na terenie Kalifornii Dolnej. Po ich wydaleniu dopilnował przekazania misji najpierw franciszkanom, a następnie dominikanom. W misji towarzyszył mu franciszkanin Junípero Serra.
30 listopada 1767 roku Portolà został mianowany gubernatorem Kalifornii, obejmując tym samym pierwsze formalne rządy nad terytorium obejmującym ówczesną Dolną Kalifornię.